# 500 miles d'Indianapolis 1999

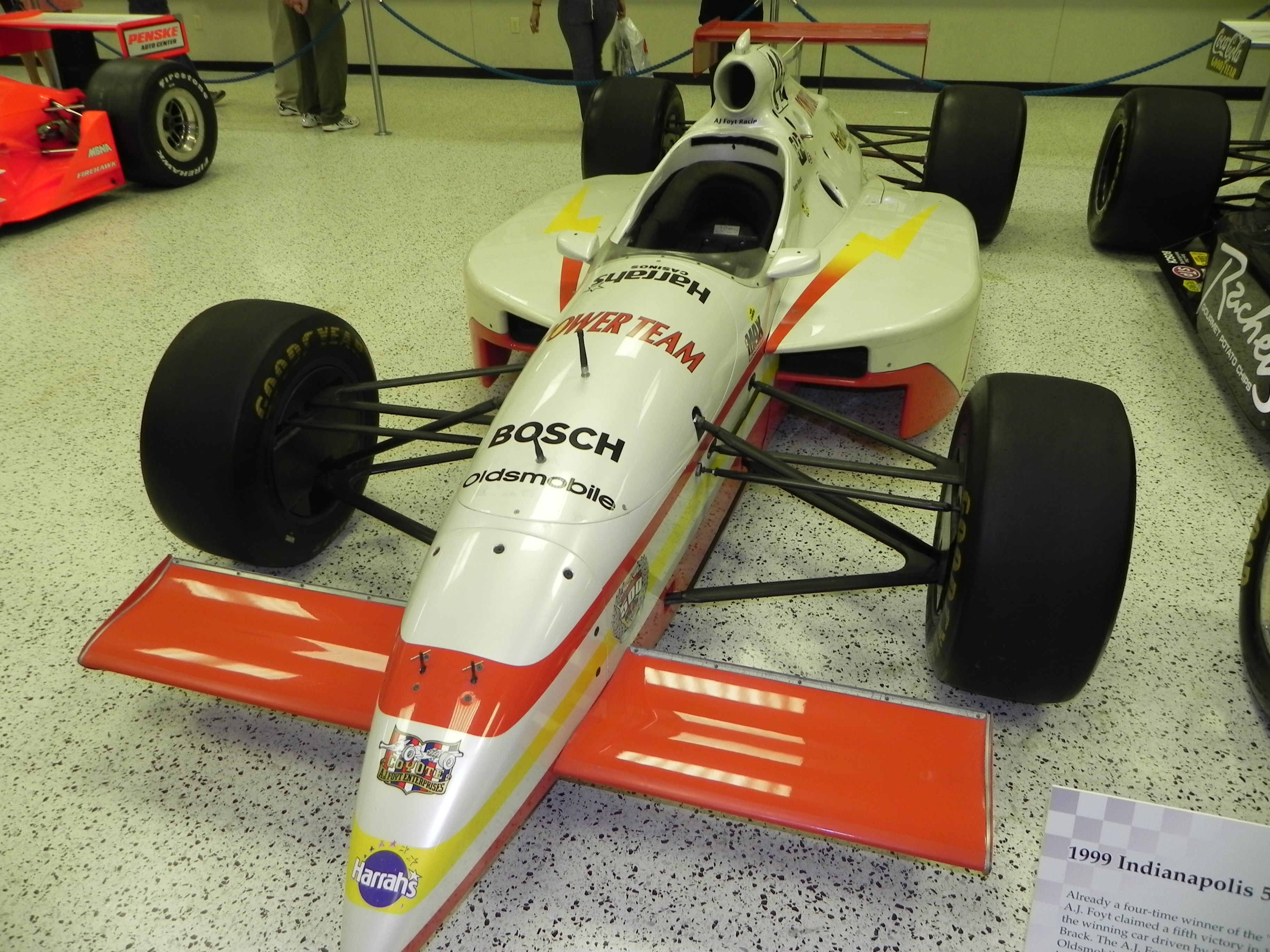
La Dallara-Aurora de Kenny Bräck, victorieuse de l'édition 1999 des 500 miles d'Indianapolis.

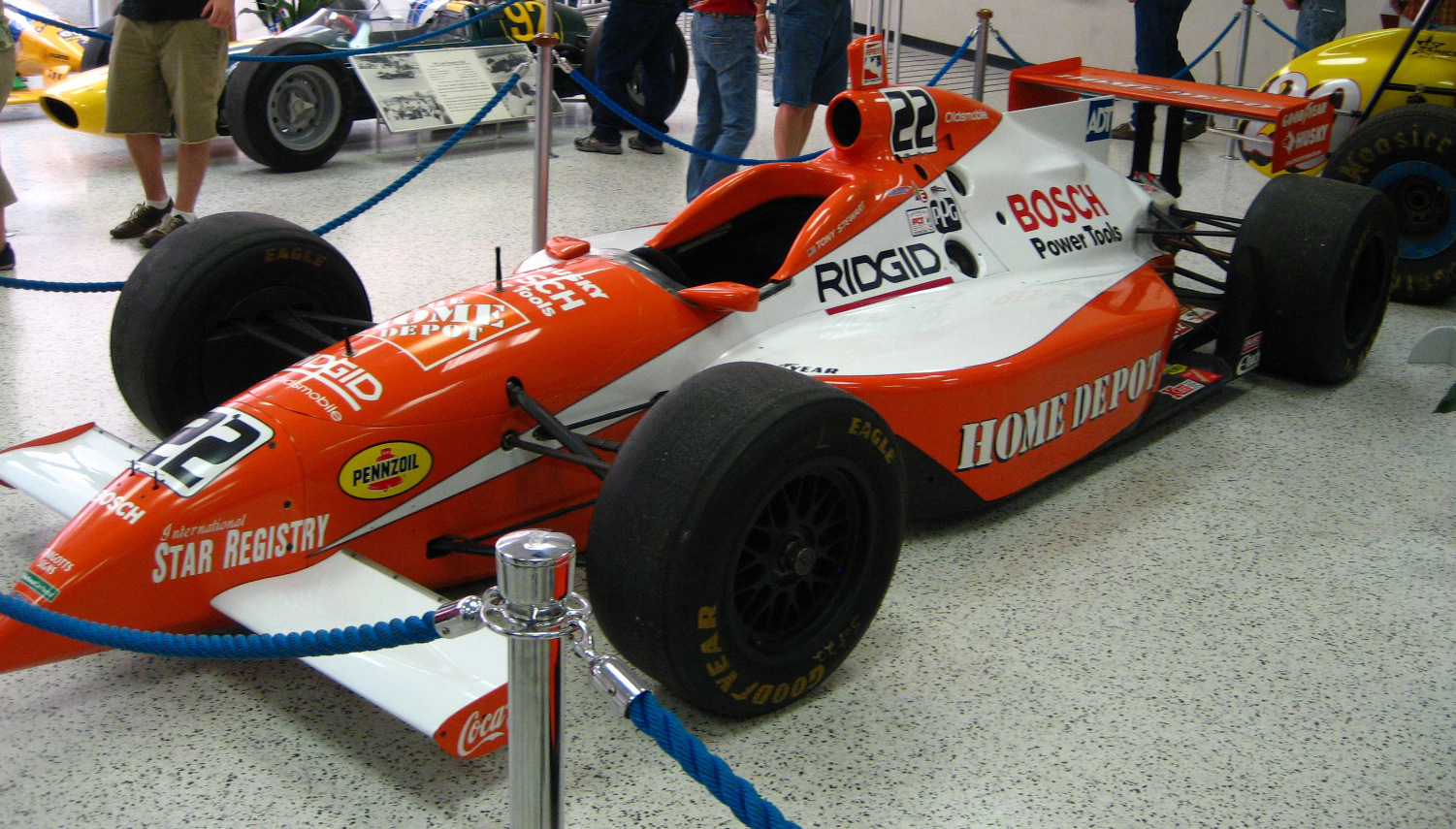
La Dallara-Aurora de Tony Stewart, arrivé 9e.

Les 500 miles d'Indianapolis 1999, disputés le 30 mai 1999 sur l'Indianapolis Motor Speedway, ont été remportées par le pilote suédois Kenny Brack sur une Dallara-Aurora de l'écurie Foyt Enterprises.

## Grille de départ
| Ligne | Intérieur        | Milieu            | Extérieur         |
| 1     | Arie Luyendyk    | Greg Ray          | Billy Boat        |
| 2     | Robby Gordon     | Mark Dismore      | Scott Sharp       |
| 3     | Sam Schmidt      | Kenny Brack       | Scott Goodyear    |
| 4     | Hideshi Matsuda  | Davey Hamilton    | John Hollansworth |
| 5     | Steve Knapp      | Jeff Ward         | Tyce Carlson      |
| 6     | Eddie Cheever    | Robby Unser       | Eliseo Salazar    |
| 7     | Donnie Beechler  | Stan Wattles      | Jeret Shroeder    |
| 8     | Buddy Lazier     | Roberto Moreno    | Tony Stewart      |
| 9     | Roberto Guerrero | Buzz Calkins      | Robby McGehee     |
| 10    | Jimmy Kite       | Wim Eyckmans (en) | Johnny Unser      |
| 11    | Jack Miller      | Robbie Buhl       | Raul Boesel       |

La pole a été réalisée par Arie Luyendyk à la moyenne de 362,390 km/h. Il s'agit également du chrono le plus rapide des qualifications.

## Classement final
| no | Pilote                | Voiture              | Tours | Temps/Abandon  |
| 1  | Kenny Brack           | Dallara-Aurora       | 200   |                |
| 2  | Jeff Ward             | Dallara-Aurora       | 200   |                |
| 3  | Billy Boat            | Dallara-Aurora       | 200   |                |
| 4  | Robby Gordon          | G-Force-Aurora       | 200   |                |
| 5  | Robby McGehee (R)     | Dallara-Aurora       | 199   |                |
| 6  | Robbie Buhl           | Dallara-Aurora       | 199   |                |
| 7  | Buddy Lazier          | Dallara-Aurora       | 198   |                |
| 8  | Robby Unser           | Dallara-Aurora       | 197   |                |
| 9  | Tony Stewart          | Dallara-Aurora       | 196   |                |
| 10 | Hideshi Matsuda       | Dallara-Aurora       | 196   |                |
| 11 | Davey Hamilton        | Dallara-Aurora       | 196   |                |
| 12 | Raul Boesel           | Riley & Scott-Aurora | 195   |                |
| 13 | John Hollansworth (R) | Dallara-Aurora       | 192   |                |
| 14 | Tyce Carlson          | Dallara-Aurora       | 190   |                |
| 15 | Jeret Schroeder (R)   | Dallara-Infiniti     | 175   | moteur         |
| 16 | Mark Dismore          | Dallara-Aurora       | 168   | accident       |
| 17 | Stan Wattles          | Dallara-Aurora       | 147   |                |
| 18 | Eddie Cheever         | Dallara-Infiniti     | 139   | moteur         |
| 19 | Buzz Calkins          | G-Force-Aurora       | 133   |                |
| 20 | Roberto Moreno        | G-Force-Aurora       | 122   | transmission   |
| 21 | Greg Ray              | Dallara-Aurora       | 120   | accident       |
| 22 | Arie Luyendyk         | G-Force-Aurora       | 117   | accident       |
| 23 | Wim Eyckmans (en) (R) | Dallara-Aurora       | 113   | mécanique      |
| 24 | Jimmy Kite            | G-Force-Aurora       | 110   | moteur         |
| 25 | Roberto Guerrero      | G-Force-Infiniti     | 105   | moteur         |
| 26 | Steve Knapp           | G-Force-Aurora       | 104   | tenue de route |
| 27 | Scott Goodyear        | G-Force-Aurora       | 101   | moteur         |
| 28 | Scott Sharp           | Dallara-Aurora       | 83    | transmission   |
| 29 | Donnie Beechler       | Dallara-Aurora       | 74    | moteur         |
| 30 | Sam Schmidt           | G-Force-Aurora       | 62    | accident       |
| 31 | Jack Miller           | Dallara-Aurora       | 29    | embrayage      |
| 32 | Johnny Unser          | Dallara-Aurora       | 10    | freins         |
| 33 | Eliseo Salazar        | G-Force-Aurora       | 7     | accident       |

Un (R) indique que le pilote était éligible au trophée du "Rookie of the Year" (meilleur débutant de l'année), attribué à Robby McGehee.

## Sources
- (en) Résultats complets sur le site officiel de l'Indy 500